# Casa de Isidore H. Heller
A Casa de Isidoro H. Heller, mais conhecida por Casa Heller, é uma casa localizada na 5132 South Woodlawn Avenue, no Hyde Park, área comunitária de Chicago no Condado de Cook, Illinois, EUA. A casa foi projetada pelo arquiteto americano Frank Lloyd Wright. O projeto é creditado como o ponto da verdadeira transição do tradicional para o estilo Prairie School de Wright, que se tornaria moderno de meados do século, o qual se define - nesta obra - pelas linhas horizontais, com telhados quase planos de quatro águas e amplos beirais balanceados, janelas agrupadas em bandas horizontais, integrando-se harmoniosamente na paisagem circundante, pretendendo evocar o ambiente nativo de pradaria.
A obra demonstra a transformação de Wright, longe de emular o estilo do seu mentor Louis Sullivan. Richard Bock, um colaborador e escultor de Wright, providenciou alguma da ornamentação da casa, incluindo um friso em gesso. A história da propriedade do edifício reflecte a evolução e desenvolvimento do património local, no enquadramento dos edifícios circundantes de Hyde Park, e a localização da construção na atual comunidade - próxima do estilo da Praire School - que inclui este edifício no corpo geral do trabalho de Lloyd Wright. A Heller House foi designada Chicago Landmark, a 15 de setembro de 1971 e aditada ao Registo Nacional de Lugares Históricos a 16 de março de 1972. Em 18 de agosto de 2004, o Departamento do Interior dos Estados Unidos nomeou a casa como um Marco Histórico Nacional.

## História

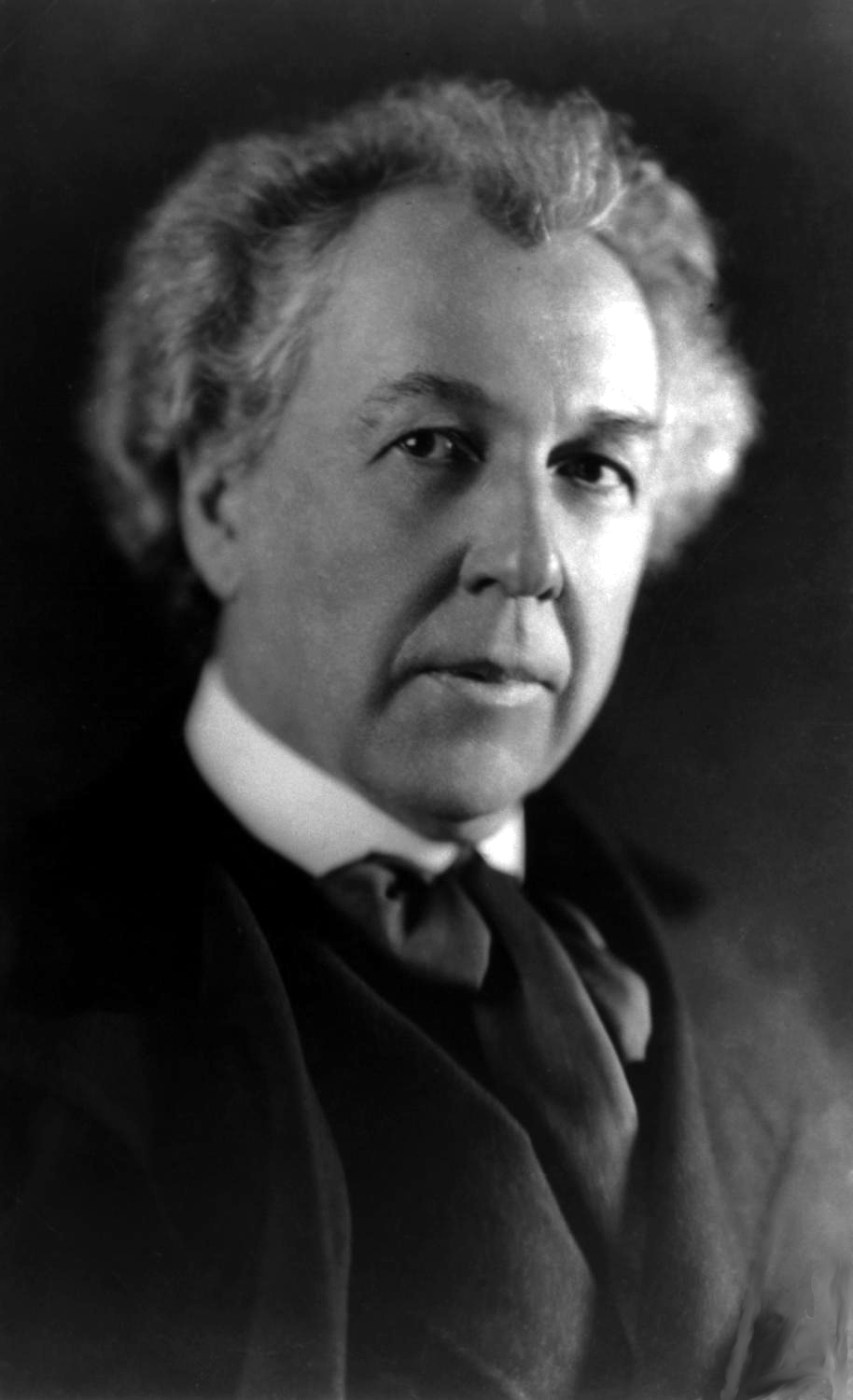
Arquiteto Frank Lloyd Wright em março de 1926.

Pouco se sabe sobre Isidoro H. Heller e sua família, porém o que é conhecido advém de compilações adquiridas de entrevistas pessoais, bem como do recenseamento e registos do condado. Heller nasceu na Áustria em 1847, e a sua esposa, Ida, nasceu em Wisconsin em 1957. Nos Estados Unidos, Heller trabalhou na Wolf, Sayer and Heller: Packers and Butcher's Supplies, que se localizava em Fulton Street, Chicago, no lado noroeste da cidade. Mais tarde, Heller e Ida casaram-se e tiveram três filhos, incluindo Walter Heller, um investidor banqueiro de Chicago.
Heller comprou terras de Hyde Park na área de Chicago a Jonas Hamburger em 2 de janeiro de 1895 e confiou a Lloyd Wright o projeto da casa em 1896. A licença da construção foi emitida em 13 de julho de 1897, a um custo de $ 7.70, e contratou William Adams enquanto empreiteiro. A obra foi edificada numa área circunscrita nos 15 por 53 metros em 1897. O custo total da construção está estimado em US $ 12.500. O lote foi ampliado quando Heller comprou uma área adicional de 7,6 metros a norte do seu terreno original.
Os Hellers habitaram a casa por cerca de 16 anos, até à morte de Ida Heller em 11 de outubro de 1909. Entretanto, a casa foi vendida a Francis Bickett a 18 de junho de 1913, que, conforme os registos de 1915 indicam, Heller teria vivido em Silver Lake durante alguns anos. Um ano mais tarde, Bickett vendeu a casa a Charles McFarlane, e de 1924 a 1939, a Heller House foi ocupada por Joseph Mayer e sua esposa; a casa tornou-se conhecida como "Joseph Mayer House" pelos habitantes locais. Mais tarde, a família Mayer vendeu-a à Sra. e Sr. Wilfred Fox em 1939 que não tardaram em fazer alterações no terceiro andar da habitação.
Em 1948, George Watson comprou a casa a Fox e apropriou-se dela pelos 25 anos que se seguiram, sendo, portanto, o proprietário que por mais tempo a habitou. Vários anos se passaram até que em 1972, Lewis Bradford adquiriu a casa e realizou uma operação de decapagem mecânica no seu exterior. Em 1977, Victor e Danielle Barcilon compraram a residência. Lá residiram até 1987, quando foi vendida a David e Catherine Epstein que a venderam a Serafino Garella e Judith Bromley, em 1995. Estes restauraram a casa de banho e a lareira do quarto principal. Em 2004, o edifício foi considerado um Marco Histórico Nacional. Nesse mesmo ano, a casa foi vendida novamente para os moradores atuais, a família Goldstein, que em 2006 restaurou o telhado.

## Arquitetura
Quando Lloyd Wright projetou a Heller House em 1896, marcou o seu abandono dos estilos considerados populares para uma era de desenhos geométricos e altamente modernizados. O projeto de Wright apresenta influências do seu mentor Louis Sullivan, e marcou a sua verdadeira transição do tradicional para o estilo Prairie que se tornaria moderno de meados do século - o que resume muito do seu trabalho inicial. A influência de Sullivan pode ser percebida no padrão floral do friso em gesso de Richard Bock no terceiro andar da casa, embora durante os anos de 1970, a restauração da obra, destruiu grande parte dos detalhes do friso, com a decapagem com jato abrasivo. Tal deterioração, motivou a substituição do ornamento com a utilização de réplicas idênticas.
De 7,9 por 30 metros, a casa rectangular possui 12 metros de altura e foi construída com pedra calcária e tijolo romano amarelo, que enfatiza a natureza geométrica e horizontal do exterior da casa, respeitando a sua consciência ambiental. Esta foi construída num estreito lote o que forçou a colocação da porta de entrada na parte lateral da obra - a sul - similar ao ocorrido na Warren McArthur House de 1892. A entrada do lado sul foi adornada com detalhes ao estilo clássico e o lintel na consola da entrada, que se apoia em duas colunas ricamente detalhadas, foi decorado com três lóbulos de 4 arcos (quadrilóbulo), que foram fixos a um painel de pedra. A sala na parte da frente, não foi dividida por um corredor ou um hall lateral, tornando o espaço mais amplo e aberto à luz. A cozinha e sala de jantar dos funcionários estão na parte traseira da casa.
O principal atributo que aponta para a sua modernidade está inerente à natureza da sua aglomeração em blocos. Nela pode observar-se as experimentações de Wright com a interseção de planos geométricos. A sua arrojada volumetria ia em desacordo considerável com as outras casas da época. A sua verticalidade é o elemento em disputa com o trabalho maduro de Wright. A maioria das características presentes nas casas de Wright do estilo de Prairie School, são visíveis na Heller House. Assim sendo, pode-se concluir que as casas da Prairie School são um refinamento da Heller House. Os telhados são extremamente baixos de quatro águas, quase planos. Considerando que Wright empregava nos seus projetos janelas de vidro colorido ("vidraças artísticas") desde a construção da sua própria Oak Park Home em 1889, a Heller House foi o primeiro projeto desde então a assistir ao abandono de formas simples das janelas em guilhotina, passando a adoptar as janelas de batete duplo que permitiam maior entrada de ar nas salas, ficando protegidas do sol e do vento por beirais salientes. Os capitéis das colunas na frente da casa possuem claramente um estilo único do arquiteto, apesar do ornamento sob os sofitos, realizado por Richard Bock, ter sido considerado desnecessário à sazonada obra de Wright.
O interior da casa é valorizado pelas aberturas de luz, com espaços fluidos, com as paredes aliviadas das suas funções estruturais e onde o esquema das cores originais está ainda presente. De acordo com os proprietários da casa, consta-se que o terceiro andar tenha sido usado como um "quarto do senhor", utilizado enquanto salão de jogos. As alterações realizadas, transformaram a casa original unifamiliar em duas unidades distintas, porém o interior permaneceu quase inalterado. Atualmente, o último andar é um apartamento separado do corpo principal.

## Importância
Heller House foi o primeiro trabalho de Lloyd Wright no bairro Hyde Park de Chicago - uma área que foi influenciada pelo trabalho neogótico de Henry Ives Cobb. A casa mistura elementos-chave do estilo Praire de Wright e localiza-se dentro de uma meia milha de outras obras capitulares. A Robie House de Wright situa-se a seis quarteirões da Heller House, e a Blossom House e a McArthur House estão nas proximidades em Kenwood.
Muitas das casas de Hyde Park de Chicago estão rodeadas por elaborados jardins, que têm sido objeto de uma constante revitalização do espaço desde finais da década de 1950. Hyde Park presenciou uma explosão do crescimento após a incorporação da Universidade de Chicago em 1892 e da Exposição Universal de Chicago em 1893. O projeto da Helle House era diferente de qualquer outra casa, em Chicago naquela época, tendo inclusive sido considerado o projeto de Wright mais "ultrajante" por ele criado.